# Tali Sharon
Tali Sharon (en hébreu טלי שרון), née le 13 février 1979, est une comédienne israélienne, Elle commence sa carrière dans des séries à la télévision israélienne et au théâtre.
Elle trouve en Ya'ara l'héroïne aveugle du film de Daniel Syrkin son premier grand rôle au cinéma.

## Filmographie
- 2006 Out of sight Ya'ara - réalisation Daniel Syrkin
- 2024 Highway 65 de Maya Dreifuss : Daphna